# Ladzany
Ladzany (allemand : Lasan,  hongrois : Ledény) est un village de Slovaquie situé dans la région de Banská Bystrica.

## Histoire
La première mention écrite du village date de 1233.

## Démographie

### Évolution de la population
| Année:               | 1994. | 2004.   | 2014.   | 2024.    |
| -------------------- | ----- | ------- | ------- | -------- |
| Nombre de personnes: | 298   | 299     | 302     | 254      |
| Différence:          |       | +0,33 % | +1,00 % | -15,89 % |

| Année:               | 2023. | 2024.   |
| -------------------- | ----- | ------- |
| Nombre de personnes: | 253   | 254     |
| Différence:          |       | +0,39 % |